# Pagine giovani
Pagine giovani è una rivista specializzata di letteratura giovanile rivolta a studiosi della disciplina e di aree contigue, studenti universitari, insegnanti, bibliotecari, professionisti del settore.
Nata nel 1977, è la più antica rivista di letteratura giovanile tra quelle attualmente edite in Italia. A lungo rivista bimestrale, poi trimestrale e infine quadrimestrale, dal 2023 è stampata in versione on line e cartacea con cadenza semestrale. Già rivista scientifica dal 2018, è accreditata dall'Anvur in classe A per l'area 11, settore 11/D1 con decorrenza 1 gennaio 2021 (delibera del Consiglio Direttivo Anvur n. 49 del 20 febbraio 2025).

## Storia

### Le origini
La rivista nasce nel 1977 come organo del GSLG (Gruppo di Servizio per la Letteratura Giovanile), inizialmente costituito da un gruppo di scrittori per ragazzi che si riconoscevano in una prospettiva pedagogico-valoriale, attenta alle ricadute delle letture sulla personalità infantile, in contrasto con gli indirizzi di critica e di scrittura prevalenti successivi al Sessantotto . Tra i soci fondatori, Ruggero Y. Quintavalle, Annamaria Ferretti, Bruno Paltrinieri, Domenico Volpi, cui si aggiungono di lì a poco Giovanna Righini Ricci e Rossana Guarnieri. In origine la rivista era un periodico bimestrale di pochi fogli, con una veste grafica piuttosto dimessa: comprendeva un editoriale, qualche breve articolo, cronache di eventi, recensioni e il notiziario delle attività dei numerosi soci. Al suo esordio contava 16 pagine, presto portate a 24.

### Dagli anni Ottanta al 2000
Negli anni Ottanta pubblica due numeri speciali, nel 1982 e nel 1988, riportanti gli atti dei congressi internazionali Chi c'è dietro la pagina e La cenerentola in blue jeans. Nel 1990 il bollettino si trasforma in rivista, ampliando la sfera dei collaboratori e portando il numero delle pagine a 48 e, dopo qualche anno, a 64.

### Nel nuovo Millennio
Dal 1999 inizia la pubblicazione di dossier monotematici su autori classici e contemporanei (talora cogliendo l'occasione da centenari e ricorrenze) e su generi narrativi, temi e problemi di letteratura giovanile. Tra essi quello su Hans Christian Andersen (Speciale Andersen, n. 126/2005), curato da Angelo Nobile, e quello sulla fantascienza (Speciale fantascienza, n. 128/2006), curato da Antonio Scacco. Nel 2007 assume formato oblungo mentre il numero delle pagine passa da 64 a 96. Dieci anni dopo la rivista intraprende una svolta grafico-editoriale, con l'inserimento di illustrazioni a colori, e contemporaneamente si trasforma da trimestrale in quadrimestrale. La guida scientifica viene assunta da Angelo Nobile, docente di Letteratura per l'infanzia e l'adolescenza all'Università di Parma; il coordinamento redazionale da Claudia Camicia, presidente del Gruppo di Servizio per la Letteratura Giovanile, coadiuvata da una redazione formata da Giuseppina Abbate, Renato Ciavola, Annamaria De Majo, Cosimo Rodia e Domenico Volpi  (scomparso nel gennaio 2025), cui si aggiungono nel 2023 Giuseppe Capozza e nel 2025 Ermelinda Ferrarese. Contemporaneamente la rivista si dota di un comitato scientifico internazionale, nel quale figurano tra gli altri Teresa Colomer e Peter Hunt. Nel 2019 gli organi di governo della rivista sono integrati dalla figura del consulente editoriale, ruolo al quale viene chiamato lo scrittore per ragazzi Angelo Petrosino. Nel 2023 Pagine giovani, passando da quadrimestrale a semestrale, amplia il numero dei componenti del comitato scientifico e istituisce un comitato editoriale costituito da Dorena Caroli, Tiziana Mascia, Alessandra Mazzini e Giordana Merlo.

## Contenuti
La rivista pubblica articoli di approfondimento su autori, temi, questioni, tendenze della letteratura giovanile in una prevalente prospettiva storica, letteraria, socio-psico-pedagogica e didattica, anche in forma di inserto monografico, presente ad ogni numero, con attenzione ai nuovi linguaggi della comunicazione. Ospita una sezione di recensioni e schede dedicate ai libri per ragazzi e alla saggistica del settore. Comprende anche la segnalazione di studi in lingua straniera (Rubrica “Saggistica internazionale”). Ogni articolo pervenuto per la pubblicazione, passato al vaglio del direttore scientifico, è sottoposto a procedura di valutazione con doppio referaggio cieco (double blind review).

## Caratteri
Per dettato statutario la rivista è impegnata nella promozione del libro e della lettura e nella valorizzazione di libri di qualità estetico-letteraria e di spessore educativo/formativo. Questa sua posizione, e specialmente la sua attenzione all'educativo, l'hanno posta talvolta nel corso dei decenni passati in contrasto con gli indirizzi di critica e di scrittura dominanti. La nota appartenenza cattolica del suo co-fondatore e decano Domenico Volpi, già capo redattore (e di fatto direttore) dello storico giornalino dell'Azione Cattolica Il Vittorioso e autore di numerosi editoriali su Pagine giovani, ha fatto erroneamente percepire la rivista, in alcuni ambienti della critica, come espressione di una pedagogia cattolico-borghese. Oggi, col nuovo corso della rivista e in un mutato clima ideologico e culturale, Pagine giovani ha assunto nella percezione collettiva un profilo di neutralità ideologica e di pluralismo culturale.
Particolarità della rivista: al fine di assicurarsi indipendenza di giudizio e assenza di conflitti di interesse, non ospita pagine di pubblicità a pagamento.

## Direttori
- Eugenia Martinez, 1977-1984
- Maria Rosaria Lombardo, 1984-2016
- Angelo Nobile, direttore scientifico dal 2017
- Italo Spada, direttore responsabile dal 2017